# FRIDAY TROUBLE
『FRIDAY TROUBLE』（フライデイ・トラブル）は、風見慎吾（現: 風見しんご）1枚目のスタジオ・アルバム。1983年11月5日にフォーライフ・レコードから発売。LPレコードの規格品番：28K-59。
本作を基盤とした、2011年5月25日発売コンピレーション・アルバム『GOLDEN☆BEST 風見慎吾 〜FRIDAY TROUBLE+シングルス〜』（ゴールデン☆ベスト かざみしんご フライデイ・トラブル・プラス・シングルス：FLCF-4377）についても本項で記述する。

## 解説
歌手デビュー・シングル「僕 笑っちゃいます」（7K-92）を収録した、風見にとって初のスタジオ・アルバム。LPレコード封入特典として、サイン入り最新ポスター・慎吾ハチマキ・ピンナップカードが封入。
LP帯のキャッチ・コピー：「ビッグヒット「僕 笑っちゃいます」をはじめ、全10曲を収録した風見慎吾待望のファーストアルバム!!」
2011年には、各レコード会社から発売されている企画ベストシリーズ「ゴールデン☆ベスト」の一環として、本作全曲とその後発売された5枚のシングルレコードA面B面を追加した『GOLDEN☆BEST 風見慎吾 〜FRIDAY TROUBLE+シングルス〜』のタイトルで発売された。2011年盤には1983年盤と違い、作詞・作曲・編曲以外の制作スタッフ・クレジットが無い。

## 収録曲

### 1983年盤
Side 1
1. FRIDAY TROUBLE
  - 作詞:森雪之丞　作曲・編曲:後藤次利
2. 瞬間システリー
  - 作詞:森雪之丞　作曲・編曲:後藤次利
3. やっぱし
  - 作詞:嶺岸未来　作曲・編曲:佐藤準
4. ハートもつれます
  - 作詞:森雪之丞　作曲・編曲:後藤次利
5. 悲しきStand-in Boy
  - 作詞:森雪之丞　作曲・編曲:後藤次利

Side 2
1. コンビニエンスボーイ
  - 作詞:嶺岸未来　作曲・編曲:佐藤準
2. Nanpa DE Hanpa
  - 作詞:森雪之丞　作曲・編曲:後藤次利
3. ジェニーに首ったけ
  - 作詞:森雪之丞　作曲:後藤次利　編曲:佐藤準
4. 薔薇と摩天楼
  - 作詞:森雪之丞　作曲:後藤次利　編曲:佐藤準
5. 僕 笑っちゃいます
  - 作詞:欽ちゃんバンド+森雪之丞　作曲:吉田拓郎　編曲:後藤次利
6. オータムブルース
  - 作詞:森雪之丞　作曲:後藤次利　編曲:佐藤準

### 2011年盤
1. FRIDAY TROUBLE（3:22）
2. 瞬間システリー（3:01）
3. やっぱし（3:50）
4. ハートもつれます（4:11）
5. 悲しきStand-in Boy（3:31）
6. コンビニエンスボーイ（3:35）
7. Nanpa DE Hanpa（3:41）
8. ジェニーに首ったけ（3:11）
9. 薔薇と摩天楼（4:06）
10. 僕 笑っちゃいます（3:57）
11. オータムブルース（3:48）
12. OTONA BIRTHDAY（3:00）
  - 作詞:欽ちゃんバンド、作曲・編曲:土持城夫
13. 泣いちっち マイ・ハート（3:44）
  - 作詞:森雪之丞、作曲・編曲:後藤次利
14. そこの彼女（3:14）
  - 作詞:荒木とよひさ、作曲:三木たかし、編曲:後藤次利
15. 朝陽のプロローグ（3:53）
  - 作詞:竜真知子、作曲:林哲司、編曲:佐藤準
16. 涙のtake a chance（4:19）
  - 作詞:荒木とよひさ、作曲:福島邦子、編曲:小泉まさみ
17. BEAT ON PANIC（4:14）
  - 作詞:水色玉青、作曲:福島邦子、編曲:小泉まさみ
18. Hollywoodスペシャル（3:52）
  - 作詞:水色玉青、作曲:福島邦子、編曲:小泉まさみ
19. 泣き虫"チャチャ"の物語（4:12）
  - 作詞:大津あきら、作曲:山梨鐐平、編曲:和泉一弥
20. LOVING YOU（5:10）
  - 作詞:水色玉青、作曲:福島邦子、編曲:小泉まさみ